# Deinocladus
Deinocladus es un género de escarabajos de la familia de los crisomélidos (Chrysomelidae).
El género fue descrito científicamente por primera vez en 1966 por Blake.

## Especies
El género incluye las siguientes especies:
- Deinocladus cartwrighti Blake, 1966
- Deinocladus fascicollis Blake, 1966
- Deinocladus pectiniconis (Baly, 1889)